# Montenegro en el Festival de la Canción de Eurovisión 2018
Montenegro participó en el Festival de Eurovisión 2018. La cadena pública montenegrina de radiodifusión Radio i Televizija Crne Gore (RTCG) organizó la final nacional Montevizija 2018 para seleccionar la candidatura montenegrina para la edición de 2018 en Lisboa, Portugal.

## Antecedentes
Con anterioridad a la edición de 2018, Montenegro ha participado en el Concurso de la Canción de Eurovisión nueve veces como una nación independiente desde su primera aparición como derecho propio en 2007. La mejor posición del país hasta el momento ha sido la decimotercera, la cual consiguieron en 2015 con la canción "Adio" interpretada por Knez. En 2014, Montenegro se clasificó para la final por primera vez desde que comenzó su andadura en el festival como país independiente y desde entonces esto ha sucedido en un total de dos ocasiones hasta el momento. El país se retiró de la competición en 2010 y 2011 alegando dificultades financieras como la principal razón de su ausencia. En 2007 y 2008, la candidatura en el festival fue seleccionada a través de la final nacional MontenegroSong. Desde 2009, el ente público había optado por seleccionar internamente tanto el artista como la canción que representaría a Montenegro en el concurso. Para la elección de 2018, la RTCG optó por organizar de nuevo una final nacional.

## Antes de Eurovisión

### Montevizija 2018
Montevizija 2018 fue la final nacional organizada por la RTCG para seleccionar la canción de Montenegro en el Concurso de la Canción de Eurovisión 2018. Cinco canciones compitieron en la final televisada, que tuvo lugar 17 de febrero de 2018 desde el Hotel Hilton de Podgorica y presentada por Dajana Golubović Pejović e Ivan Maksimović. El programa se televisó en TVCG 1 y TVCG SAT, además de emitirse en línea a través del sitio web de la emisora , rtcg.me. El ganador fue decidido por voto público.

#### Canciones en competición
Los artistas y los compositores pudieron enviar sus candidaturas desde el 1 de noviembre de 2017 hasta mediados del mes de diciembre de 2017. Compositores de cualquier nacionalidad pudieron también presentar sus temas, pero como requisito se estableció que las canciones tenían que haber sido escritas en idioma montenegrino. La RTCG recibió 31 canciones. Un jurado formado por cinco miembros evaluó la totalidad de los temas recibidos y seleccionó los cinco finalistas. Los miembros del panel de expertos que seleccionó los finalistas fueron los siguientes:
- Ismeta Dervoz – Cantante
- Kornelije Kovač – Compositor
- Dejan Božović – Compositor y productor
- Slaven Knezović – compositor
- Vladimir Maraš – cantante

Los cinco finalistas fueron anunciados el 16 de enero de 2018.
Final
La final tuvo lugar el 17 de febrero de 2018. Se interpretaron las cinco canciones participantes y el ganador se seleccionó en dos rondas de televoto público. En la primera ronda, las tres mejores canciones pasaron a la segunda ronda, la superfinal. En esta última, "Inje", interpretada por Vanja Radovanović, fue elegida ganadora. Se recibieron un total de 10.006 votos en ambas rondas.
| Orden de actuación | Cantante                 | Canción (English translation) | Compositor (es)                                              | Televoto | Posición |
| ------------------ | ------------------------ | ----------------------------- | ------------------------------------------------------------ | -------- | -------- |
| 1                  | Nina Petković            | "Dišem" (I breathe)           | Nina Petković, Michael James Down, Jonas Gladnikoff, MaJiKer | 11%      | 5º       |
| 2                  | Vanja Radovanović        | "Inje" (Hoarfrost)            | Vanja Radovanović                                            | 18%      | 3º       |
| 3                  | Ivana Popović Martinović | "Poljupci" (Kisses)           | Slavko Milovanović, Ljubiša Martinović                       | 12%      | 4º       |
| 4                  | Katarina Bogićević       | "Neželjena" (The unwanted)    | Aleksandra Milutinović, Darko Dimitrov                       | 19%      | 2º       |
| 5                  | Lorena Janković          | "Dušu mi daj" (Give me soul)  | Mirsad Serhatlić, Milan Perić                                | 40%      | 1º       |

Superfinal
| Orden de actuación | Cantante           | Canción (English translation) | Compositor (es)                        | Televoto | Posición |
| ------------------ | ------------------ | ----------------------------- | -------------------------------------- | -------- | -------- |
| 1                  | Vanja Radovanović  | "Inje" (Hoarfrost)            | Vanja Radovanović                      | 37%      | 1º       |
| 2                  | Katarina Bogićević | "Neželjena" (The unwanted)    | Aleksandra Milutinović, Darko Dimitrov | 34%      | 2º       |
| 3                  | Lorena Janković    | "Dušu mi daj" (Give me soul)  | Mirsad Serhatlić, Milan Perić          | 29%      | 3º       |

## En Eurovision
El Festival de la Canción de Eurovisión 2018 tendrá lugar en el Altice Arena de Lisboa, Portugal y constará de dos semifinales, el 8 y 10 mayo respectivamente, y la gran final el 12 de mayo de 2018. Según las de Eurovision, todas las naciones con las excepciones del país anfitrión y el conocido "Big 5" (Francia, Alemania, Italia, España y el Reino Unido) han de competir para conseguir un puesto en la final desde una de las dos semifinales; el Top 10 de cada semifinal tendrá derecho a participar en la final.